# Большаков, Дмитрий Григорьевич
Дмитрий Григорьевич Большаков — советский хозяйственный, государственный и политический деятель.

## Биография
Родился в 1906 году в деревне Глуби. Член КПСС с 1930 года.
С 1919 года — на хозяйственной, общественной и политической работе. В 1919—1960 годах — молотобоец, подручный слесаря, секретарь комсомольской ячейки табачной фабрики в Ташкенте, работник Ферганского обкома комсомола, директор Андижанского хлопкозавода, начальник Главка хлопчатобумажной промышленности Наркомата текстильной промышленности СССР, директор ситцепечатной фабрики Ташкентского текстильного комбината, начальник политотдела 38-й стрелковой дивизии, начальник политотдела 81-й гвардейской стрелковой дивизии, директор Барнаульского меланжевого комбината, министр промышленности товаров народного потребления Киргизской ССР, заместитель Председателя Совета Министров Киргизской ССР.
Избирался депутатом Верховного Совета СССР 3-го и 4-го созывов.
Умер после 1985 года.